# 東京狭山茶農業協同組合
東京狭山茶農業協同組合（とうきょうさやまちゃのうぎょうきょうどうくみあい）は、東京都内にある茶の専門農業協同組合。

全国茶生産団体連合会会員。

## 概要
東京狭山茶などの茶を生産する農家からなる東京都内の農業協同組合である。瑞穂町、東大和市、武蔵村山市などの茶の生産農家が組合員となっている。